# Ewoud Kieft

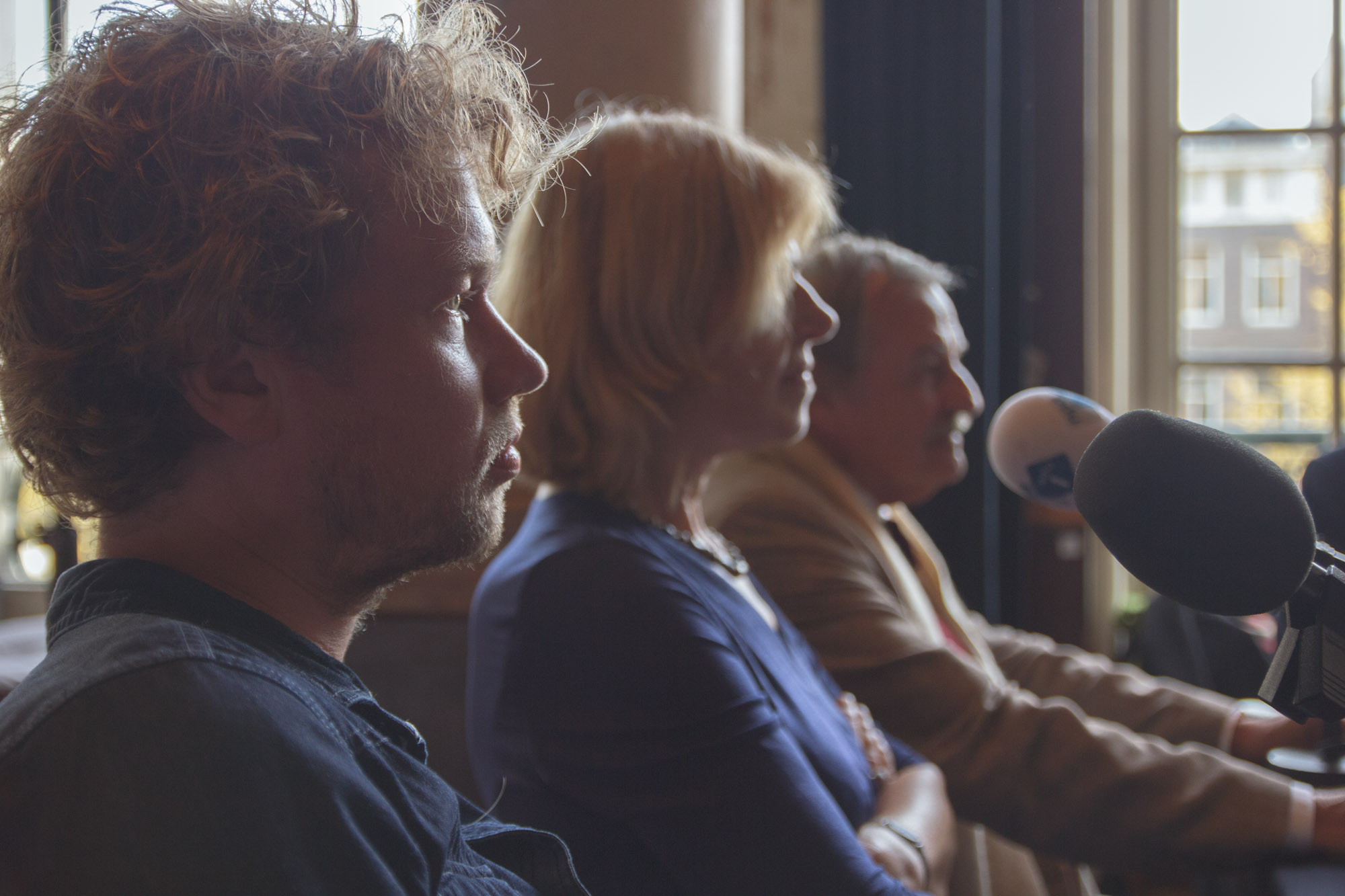
Ewoud Kieft (op de voorgrond) tijdens de uitreiking van de Libris Geschiedenisprijs 2015. Naast hem: Laura Starink, Alexander Münninghoff

Ewoud Matthijs Kieft (Groningen, 12 september 1977) is een Nederlands historicus en schrijver, zowel van historische werken als fictie. Ook is hij actief als muzikant.

## Leven en werk
Kieft studeerde geschiedenis aan de Vrije Universiteit Amsterdam. Vervolgens deed hij onderzoek bij het NIOD en de Universiteit Utrecht naar religieuze radicalisering en het ontstaan van oorlogsenthousiasme in West-Europa 1870-1918, een onderwerp waarop hij in 2011 promoveerde. Tot 2012 was hij tevens vaste medewerker van NRC Boeken. Ook is hij actief als zanger en liedjesschrijver in verschillende muzikale projecten. Met zijn band De Harde Liefde bracht hij in 2017 het folk- en indiepopalbum Waar de wereld eindigt uit.

### Boeken
In 2006 publiceerde Kieft zijn eerste boek, Het Plagiaat, over de rivaliteit tussen Menno ter Braak en Anton van Duinkerken. In 2012 publiceerde hij een essaybundel over Willem Frederik Hermans en de Tweede Wereldoorlog onder de titel Oorlogsmythen, die genomineerd werd voor de AKO-Literatuurprijs. In 2015 bracht hij, voortbordurend op zijn proefschrift, het boek Oorlogsenthousiasme uit dat direct werd genomineerd voor de Libris Geschiedenis Prijs. In dit boek beschrijft Kieft, hoe leden van de Europese culturele elite rond 1900 konden veranderen in nationalistische, oorlogsverheerlijkende radicalen. Hij baseerde zich daarbij op eigen onderzoek en op egodocumenten van beroemde intellectuelen  als Sigmund Freud, Hermann Hesse en Vladimir Majakovski. In april 2017 verscheen van zijn hand Het verboden boek Mein Kampf en de aantrekkingskracht van het nazisme, eveneens genomineerd voor de Libris Geschiedenis Prijs en winnaar van de Kleio Klasseprijs.
In 2020 verscheen Kiefts eerste roman, De onvolmaakten, een toekomstroman over een samenleving waarin kunstmatige intelligentie tot alle facetten van het dagelijks leven is doorgedrongen. In dat jaar droeg hij ook de Willem Arondéuslezing voor.